# مت کلارک (بازیکن فوتبال، زاده۱۹۷۳)
مت کلارک (انگلیسی: Matt Clarke؛ زادهٔ ۳ نوامبر ۱۹۷۳) بازیکن فوتبال اهل بریتانیا است.
از باشگاه‌هایی که در آن بازی کرده‌است می‌توان به باشگاه فوتبال شفیلد ونزدی، باشگاه فوتبال کریستال پالاس، باشگاه فوتبال فولام، باشگاه فوتبال روترهام یونایتد، باشگاه فوتبال بولتون واندررز، باشگاه فوتبال کیدرمینستر هاریرس، و باشگاه فوتبال برادفورد سیتی اشاره کرد.